# Alatage, Belgaum
Alatage là một làng thuộc tehsil Belgaum, huyện Belgaum, bang Karnataka, Ấn Độ.